# Lepus község
Lepus község (románul: Comuna Arieșeni) község Fehér megyében, Romániában. Központja Aranyoslápos, beosztott falvai Avrămești, Bubești, Casa de Piatră, Cobleș, Dealu Bajului, Fața Cristesei, Fața Lăpușului, Galbena, Hodobana, Izlaz, Poienița, Păntești, Pătrăhăițești, Ravicești, Sturu, Vanvucești, Ștei-Arieșeni.

## Népessége
A 2011-es népszámlálás adatai alapján a község népessége 1765 fő volt.